# Мамедалиев, Васим Мамедали оглы
Васи́м Мамедали́ оглы́ Мамедали́ев (азерб. Vasim Məmmədəli oğlu Məmmədəliyev; 27 августа 1942, Баку, Азербайджанская ССР, СССР — 13 октября 2019, Баку, Азербайджан) — учёный-востоковед, профессор (с 1979 года), действительный член Национальной Академии наук Азербайджана (с 2007 года), заслуженный деятель науки Азербайджана (1992 год), заслуженный деятель науки Республики Дагестан (2003 год), заведующий кафедрой арабской филологии Бакинского государственного университета, персональный стипендиат Президента Азербайджанской Республики, доктор филологических наук, председатель Общества Азербайджано-Иракской Дружбы, председатель Научно-Религиозного Совета Организации Кавказских Мусульман (с 1997 года).

## Биография
Васим Мамедалиев родился 27 августа 1942 года в столице Баку. В 1948 году начал обучение в городской средней школе, после окончания которой в 1959 году поступил на факультет востоковедения Азербайджанского государственного университета, а в 1964 году — в очную аспирантуру университета, затем был командирован в Тбилиси, где и в 1967 году окончил аспирантуру.
В 1968 году Васим защитил кандидатскую («Сравнительно-типологический анализ временных форм глагола в современных арабском и азербайджанском литературных языках»), в 1974 году — докторскую диссертацию («Категории времени, лица и наклонения глагола в современном арабском литературном языке»), а в 1979 году получил учёное звание профессора.

### Карьера
В 1968 году начал работать в Азербайджанском государственном университете, в 1981—1991 годах там же был деканом факультета востоковедения, в 1991—1992 годах — проректором по гуманитарным факультетам, в 1993—2018 годах — деканом факультета теологии, с 1991 года — заведующим кафедрой арабской филологии.
Ему принадлежит перевод священной книги Корана на азербайджанский язык совместно с академиком Зией Буниятовым. Перевод впервые был опубликован в 1991 году.
Является автором 20 книг и более 600 научных статей.

### Смерть
Васим Мамедалиев скончался 13 октября 2019 года в Баку. Похоронен на II Аллее почётного захоронения.

### Семья
Был женат имел двух дочерей и одного сына.

## Награды и премии
- Орден «Шараф» (30 октября 2009 года) — за заслуги в развитии образования в Азербайджане[7]
- Орден «Шохрат» (26 августа 2002 года) — за заслуги в развитии востоковедения в Азербайджане[8]
- Заслуженный деятель науки Азербайджана (28 октября 1992 года) — за заслуги в развитии науки в республике и эффективную педагогическую деятельность[9]
- Заслуженный деятель науки Республики Дагестан (2003)
- «Золотая чинара» Фонда Гейдара Алиева (2017)[10]